# الشيخ الحسناوي
الشيخ الحسناوي (23 يوليو 1910 - 06 يوليو 2002)، هو مغني شعبي وشاعر وملحن أمازيغي جزائري، ولد بقرية تدارت تموقرانت ولاية تيزي وزو شرق الجزائر العاصمة، اسمه الحقيقي محمد خلوات.
غنى الشيخ الحسناوي باللغتين الأمازيغية والعربية، وحظي بشعبية واحترام كبير وسط الفنانين والجماهير بسبب التزام أغانيه وعذوبة كلماته وألحانه، أخذ عنه الكثير من المغنين من أمثال معطوب الوناس وآيت منغلات وكمال مسعودي وغيرهم.

## ألبوماته
له الكثير من الألبومات: ست وأربعون أغنية، كلها تتحدث عن الوطن الجزائر، والثورة ضد الاستعمار، والتغني بالهوية القبائلية والتراث القبائلي، وآلام الغربة، ولعل أشهر أغانيه أغنية «نجوم الليل».

## وفاته
توفي الشيخ الحسناوي في 06 يوليو 2002 بجزيرة الريونيون إحدى المستعمرات الفرنسية القديمة.

## روابط خارجية
- الشيخ الحسناوي على موقع ميوزك برينز (الإنجليزية)
- الشيخ الحسناوي على موقع أول ميوزيك (الإنجليزية)
- الشيخ الحسناوي على موقع ديسكوغز (الإنجليزية)